# Latamandau
Latamandau (nep. लाटामाण्डौ) – gaun wikas samiti w zachodniej części Nepalu w strefie Seti w dystrykcie Doti. Według nepalskiego spisu powszechnego z 2001 roku liczył on 984 gospodarstw domowych i 5308 mieszkańców (2624 kobiet i 2684 mężczyzn).